# Sentimentul unu
Sentimentul unu este un film românesc din 1986 regizat de Nicolae Cabel.